# Quercus sessilifolia
Quercus sessilifolia és una espècie de roure que pertany a la família de les fagàcies i està dins del subgènere Cyclobalanopsis, del gènere Quercus.

## Descripció
Quercus sessilifolia és un arbre de fins a 25 metres d'alçada. Les branques són ceroses. Les branques són ceroses, glauques, lenticel·lades; lenticel·les marró grisenc, arrodonides, peludes, glabrescents. Les fulles poden tenir fins a 15 cm de llarg, gruixudes i coriàcies. El pecíol 5-10 mm, glabrós; el limbe de la fulla és oblonga-el·líptica a lanceolada-el·líptica, de 7-15 × 1,5-4 cm, coriàcia, subconcolorós, glabre, base cuneada, marge sencer o apicalment 2-4 serrat, l'àpex agut a poc acuminat; nervis secundaris de 10-14 a cada costat del nervi central, poc visibles; nervis terciaris abaxialment foscos. Les inflorescències femenines d'uns 1,5 cm. La cúpula cupular 1-1,5 cm de diàmetre, que tanca aproximadament 1/3 de la gla, a l'exterior és tomentosa marró grisenca, a l'interior tomentosa de feltre marró grisenc, paret d'uns 1 mm de gruix; bràctees en 5-7 anells, marge basal 2 o 3 denticulats, altres subsencers. Les glans són obovoides a el·lipsoides-obovoides, 1,7-2,4 × 0,8-1,5 cm, base amb uns quants anells; cicatriu de 5-7 mm de diàmetre, lleugerament convexa; estil persistent, aixecat. Floreix entre abril i maig i fructifica entre octubre i novembre.

## Distribució i hàbitat
Quercus sessilifolia creix a tot el Japó, Taiwan i gran part del sud-est de la Xina (a les províncies d'Anhui, Fujian, Guangdong, Guangxi, Guizhou, Hubei, Hunan, Jiangsu, Jiangxi, Sichuan i Zhejiang).

## Taxonomia
Quercus sessilifolia va ser descrita per Blume i publicat a Museum Botanicum 1(20): 305. 1851.
Etimologia
Quercus: nom genèric del llatí que designava igualment al roure i a l'alzina.
sessilifolia: epítet llatí que vol dir desproveït de tija, pecíol o peduncle a les fulles.